# Робін Морган
Ро́бін Мо́рган (англ. Robin Morgan; нар. 29 січня 1941 року, Флорида) — американська феміністська поетеса та письменниця, політична теоретикиня та активістка, журналістка, лекторка і колишня дитяча акторка. З початку 1960-х років — ключова радикально-феміністська учасниця американського фемруху, лідерка міжнародного феміністського руху. Авторка понад 20 книг поезії, художньої та нехудожньої прози; редакторка журналу «Ms.».
Антологія Морган «Сестринство могутнє» (Sisterhood Is Powerful, 1970) вважається одним з рушіїв старту другої хвилі фемінізму у США. Нью-Йоркська публічна бібліотека назвала книгу «однією зі 100 найбільш впливових книг 20 століття».
Упродовж 1960 років брала участь у рухах за громадянські права та проти В'єтнамської війни; наприкінці 1960-х стала співзасновницею таких радикальних феміністських організацій, як New York Radical Women та W.I.T.C.H. Була засновницею та співзасновницею:
- Feminist Women's Health Network,
- National Battered Women's Refuge Network,
- Media Women,
- National Network of Rape Crisis Centers,
- Feminist Writers' Guild,
- Women's Foreign Policy Council,
- National Museum of Women in the Arts,
- Sisterhood Is Global Institute,
- GlobalSister.org
- Greenstone Women's Radio Network.
- Разом з Глорією Стайнем та Джейн Фондою заснувала Women's Media Center.

## Публікації

### Поезія
- 1972: Monster (Vintage, ISBN 978-0-394-48226-2)
- 1976: Lady of the Beasts: Poems (Random House, ISBN 978-0-394-40758-6)
- 1981: Death Benefits: A Chapbook (Copper Canyon, Limited Edition of 200 copies)
- 1982: Depth Perception: New Poems and a Masque (Doubleday, ISBN 978-0-385-17794-8)
- 1999: A Hot January: Poems 1996—1999 (W. W. Norton, ISBN 978-0-393-32106-7)
- 1990: Upstairs in the Garden: Poems Selected and New (W. W. Norton, ISBN 0-393-30760-3)

### Документалістика
- 1977: Going Too Far: The Personal Chronicle of a Feminist, (Random House, ISBN 0-394-72612-X)
- 1982: The Anatomy of Freedom (W.W. Norton, ISBN 978-0-393-31161-7)
- 1989: The Demon Lover: On the Sexuality of Terrorism (W. W. Norton, ISBN 0-7434-5293-3)
  - 2011: The Demon Lover: The Roots of Terrorism (доповнене друге видання, Washington Square Press/Simon & Schuster, Inc.)
- 1992: The Word of a Woman (W.W. Norton, ISBN 978-0-393-03427-1)
- 1995: A Woman's Creed (памфлет), The Sisterhood Is Global Institute
- 2001: Saturday's Child: A Memoir (W. W. Norton, ISBN 0-393-05015-7)
- 2006: Fighting Words: A Toolkit for Combating the Religious Right (Nation Books, ISBN 1-56025-948-5)

### Художні твори
- 1987: Dry Your Smile (Doubleday, ISBN 978-0-7043-4112-8)
- 1991: The Mer-Child: A New Legend for Children and Other Adults (The Feminist Press, ISBN 978-1-55861-054-5)
- 2006: The Burning Time (Melville House, ISBN 1-933633-00-X)

### Антології
- 1969: The New Woman (редактор поезії) (Bobbs-Merrill, LCCN 70-125895)
- 1970: Sisterhood Is Powerful: An Anthology of Writings from the Women's Liberation Movement (Random House, ISBN 0-394-70539-4)
- 1984: Sisterhood Is Global: The International Women's Movement Anthology (Doubleday/Anchor Books; переглянуте, доповнене видання The Feminist Press, 1996, ISBN 978-1-55861-160-3)
- 2003: Sisterhood Is Forever: The Women's Anthology for a New Millennium (Washington Square Press, ISBN 0-7434-6627-6)

### Есе
- "The politics of sado-masochistic fantasies, "у Against Sadomasochism: a radical feminist analysis, ред. Robin Ruth Linden (East Palo Alto, Calif. : Frog in the Well, 1982.), pp. 109-123

### П'єси
- «Their Own Country» (прем'єра в Ascension Drama Series, Нью-Йорк 10 грудня 1961, Church of the Ascension.)
- «The Duel» (п'єса у віршах, опублікована як «A Masque» у її книзі Depth Perception (прем'єра у New Shakespeare Festival Public Theater Джозефа Раппа, Нью-Йорк, 1979)